# Gometra
Gometra (schottisch-gälisch: Gòmastra) ist eine schottische Insel, die zu den Inneren Hebriden gehört und etwa 15 Kilometer westlich der Isle of Mull liegt. Mit der im Westen anliegenden Insel Ulva ist sie durch eine kleine Brücke verbunden. Sie gehört zum Verwaltungsbezirk Argyll und Bute.

## Etymologie
Die Wortherkunft ist ungesichert. Goðr Maðr Ey (englisch: God Man's Island, deutsch Insel des Gottesmanns) war der altnordischen Sprache der Wikinger entlehnt, die ab dem 9. Jahrhundert auf den schottischen Inseln eigene Herrschaften errichteten.
Daraus könnte die gälische Bezeichnung Gu Mòr Traigh (englisch: only at low tide, deutsch nur bei Niedrigwasser) abgeleitet worden sein.

## Geographie
Gometra ist eine Gezeiteninsel. Bei Niedrigwasser liegt die schmale Wasserstraße (Am Brú) zwischen Gometra und Ulva trocken.
Angrenzende Inseln (schottisch-gälisch: Eilean) und Schären (Sgeir) im Uhrzeigersinn sind:
- Dùn Ban
- Eilean a' Choire
- Eilean Dioghlum, bei Niedrigwasser mit Gometra verbunden
- Sgeir na Skeineadh und Little Colonsay
- Maisgeir

Die Inseln entstanden wie die Hauptinsel Mull während vulkanischer Aktivität im Paläozän. Gometra besteht aus dunklen feinkörnigen magmatischen Gestein, vorwiegend Basalt. An der Küste tritt er auch säulenartig in Erscheinung.
Die höchste Erhebung der Insel wird mit 155 m angegeben, weswegen Gometra zu den sog. Marilyns gezählt wird.

## Vegetation und Tierwelt
Die durch Abholzung fast baumlose Insel besitzt ausgedehnte Moorlandschaften mit zahlreichen Rinnsalen sowie Farn- und grasbewachsenen Flächen.
Auf der Insel werden Schafe der Rasse Scottish Blackface und einige Pferde gehalten. Daneben leben Hirsche und verwilderte Ziegen auf der Insel. Ansonsten herrscht die für die Region typische Tierwelt vor. Landbewohner sind Schneehasen, Hermeline und Igel. Einheimische Vogelfamilien bilden u. a. Bussarde, Schnepfen und Seeschwalben. An der Küste leben Kegelrobben und Seeotter.
Gometra gehört zum Landschaftsschutzgebiet Loch na Keal.

## Infrastruktur
Auf der Insel existiert lediglich ein unbenannter und unbefestigter Hauptweg. Die Einheimischen auf Ulva und Gometra verwenden Quads zur Fortbewegung. Ein Zugang zur Insel besteht über die Brücke nach Ulva und eine Fährverbindung zwischen Ulva und Mull. Darüber hinaus gibt es im Norden einen natürlichen Hafen (Acairseid Mhór) sowie einen Pier im Süden der Insel.
Auf der Insel gibt es keinen Briefkasten, keine Schulen oder anderen öffentlichen Gebäude. Allerdings werden eigene Briefmarken herausgegeben. Die Insel war zeitweilig an das Stromnetz angebunden, wovon noch einige verfallene Oberleitungen zeugen.
Nördlich der Insel befindet sich auch ein Netzgehege in dem Lachse gezüchtet werden. Die Bewohner befürchten negative Auswirkung für die Umwelt.

### Tourismus
Die Insel ist aufgrund ihrer isolierten Lage kaum touristisch erschlossen. Es gibt einige einfache hergerichtete Häuser (Bothies) für Individualreisende.

## Geschichte
Die Geschichte der Insel verlief weitestgehend analog zu Ulva.  Sie ist spätestens seit der Eisenzeit besiedelt. Es existieren Ruinen einer (neuzeitlichen) Ansiedlung im Landesinneren, ein Friedhof sowie Überreste mehrere Festungsanlagen (Dùn).
Auf Eilean Dioghlum fanden sich ebenfalls Überreste einer Befestigungsanlage und einer Siedlung, die möglicherweise prähistorisch ist.
Gometra lag im Einflussbereich der Abtei von Iona und gehörte zum Königreich der Inseln, später zur Grafschaft Argyll.
| 1841 | 1851 | 1861 | 1881 | 1891 | 1931 | 1951 | 1961 | 1981 | 1991 | 2001 | 2011 |
| ---- | ---- | ---- | ---- | ---- | ---- | ---- | ---- | ---- | ---- | ---- | ---- |
| 78   | 31   | 23   | 30   | 31   | 37   | 10   | 15   | 4    | 0    | 5    | 2    |

Die Bevölkerung Gometras reduzierte sich seit Mitte des 19. Jahrhunderts, ausgelöst durch die Kartoffelfäule (1842) und die sogenannten Clearances.
Auf Ulva wurden unter dessen neuen Besitzer, Francis William Clark, der sie 1845 erwarb, 3/4 der Inselbevölkerung vertrieben. Es kam auch zu Vertreibungen auf Gometra, die zu dieser Zeit der Familie von Ranald McDonald von Staffa gehörte. Infolge weiterer Abwanderung reduzierte sich die Bevölkerung der Inseln auf eine Handvoll von Einwohnern. Die benachbarte Insel Little Colonsay ist seit den 1940er Jahren unbewohnt.
1932 erwarb Hugh Ruttledge die Insel, der bis 1950 auf Gometra lebte. In den 1980ern war die Insel zeitweise unbewohnt und wurde zum Verkauf ausgeschrieben. Seit 1991 befindet sie sich im Privatbesitz von Roc Sandford, Nachkomme der Drehbuchautoren Jeremy Sandford und Neill Dunn.
Gegenwärtig lebt noch eine Familie ständig auf der Insel.

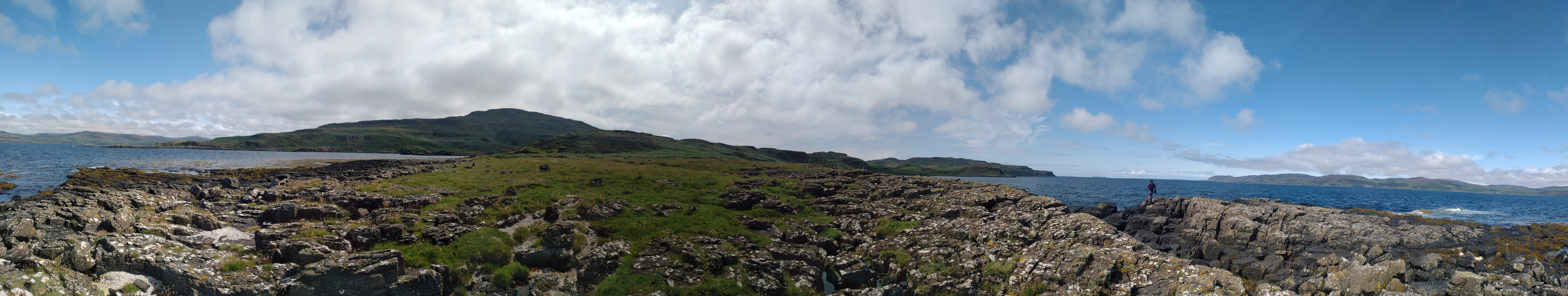
Panorama von der nordöstlichen Spitze Gometras. Links (im Hintergrund) Ulva. Rechts- und Linksaußen: Mull.